# Васильево (Мамадышский район)
Васильево (тат. Әҗмәк) — село в Мамадышском районе Татарстана. Входит в состав Ишкеевского сельского поселения.

## География
Находится в центральной части Татарстана на расстоянии приблизительно 25 км на запад-северо-запад по прямой от районного центра города Мамадыш.

## История
Основано в XVIII веке, в начале XX века действовала земская школа и почтовая станция .

## Население
Постоянных жителей было: в 1782 году - 47 душ мужского пола, в 1859 - 435, в 1897 - 846, в 1908 - 942, в 1926 - 1035, в 1949 - 566, в 1958 - 431, в 1970 - 509, в 1979 - 375, в 1989 - 262, в 2002 году 181 (русские 50%, татары 47%), в 2010 году 135.